# Ruined Heart: Another Lovestory Between A Criminal & A Whore
Ruined Heart: Another Lovestory Between A Criminal & A Whore (Originaltitel: Pusong Wazak: Isa Na Namang Kwento Ng Pag-Ibig Sa Pagitan Ng Puta At Kriminal) ist ein philippinisch-deutsches Filmdrama von Khavn de la Cruz. Der Film feierte seine Weltpremiere auf dem Tokyo International Film Festival am 24. Oktober 2014. Der deutsche Kinostart war am 26. März 2015.

## Handlung
Ein Auftragskiller verliebt sich in das Mädchen des Gangsterbosses. Nun müssen beide um ihr Leben rennen, denn der Boss jagt seinen gesamten Mob auf sie.

## Produktion und Veröffentlichung
Der Film entstand als Ko-Produktion von Kamias Road und Rapid Eye Movies. Regie führte Khavn de la Cruz, der auch das Drehbuch schrieb und gemeinsam mit Achinette Villamor und Stephan Holl als Produzent auftrat. Für die Kameraführung war Christopher Doyle verantwortlich, für den Schnitt Carlo Francisco Manatad.
Seine Weltpremiere feierte der Film auf dem Tokyo International Film Festival am 24. Oktober 2014. Der deutsche Kinostart war am 26. März 2015. Rapid Eye Movies veröffentlichte den Film auf Deutsch auch auf DVD. Des Weiteren kam er in Großbritannien in die Kinos und auf DVD heraus.

## Filmmusik
Der Soundtrack von Ruined Heart entstand durch die Kollaboration von diversen Interpreten. Die Berliner Band Stereo Total steuerte ebenso Tracks bei wie der australische Singer-Songwriter Scott Matthew. Weitere musikalische Beiträge stammen unter anderem von Bing Austria & the Flippin’ Soul Stompers, welche einen Auftritt im Film haben, sowie von den Mabuhay Singers.

## Kritiken
Der The Hollywood Reporter beschreibt die Szenerie des Films als „verwahrlosten, aber bunten Kaninchenbau von Gassen in Manila, eine für den Moment lebende Unterwelt, in der eine Handvoll Charaktere sich lieben und morden“. Der Film sei mehr Poesie als Erzählung, dazu mit einer Kameraarbeit, die die Atmosphäre des Films trage und exzellent ausgewählten Darstellern. Trotz der vielen drastischen Darstellungen von Sex und Gewalt sei dies nicht das eigentliche Thema des Films – er sei eher eine freudige, wilde und schwindelerregende Auseinandersetzung mit dem flüchtigen Leben in der gezeigten Welt, einschließlich vieler Momente von Zärtlichkeit und Liebe. Für die epd Film schreibt Frank Schnelle:

„Von Anfang bis Ende bleibt man Betrachter einer kühlen Versuchsanordnung, die, gedreht in nur vier Tagen in Manila, eigentlich erst am Schneidetisch entstand, wo all die improvisierten, mit unterschiedlichen Digitaltechniken produzierten Bilder zu einem ziemlich langen Videoclip zusammengefügt wurden. Das wichtigste stilistische Mittel von Ruined Heart nämlich ist der dröhnende Score, der weitgehend von dem deutschen Elektropop-Duo Stereo Total und von Khavn selbst stammt. Die Musik ist dabei genauso eklektizistisch wie der ganze Film: radikal in der Form und unbeeindruckt von jeglicher Konvention.“